# Milly-Lamartine
Milly-Lamartine település Franciaországban, Saône-et-Loire megyében. Lakosainak száma 339 fő (2022. január 1.). Milly-Lamartine Berzé-la-Ville, Bussières, Pierreclos, La Roche-Vineuse és Sologny községekkel határos.

## Népesség
A település népességének változása:
| Lakosok száma | 359  | 356  | 352  | 330  | 322  | 316  | 311  | 325  | 339  |
|               | 2013 | 2015 | 2016 | 2017 | 2018 | 2019 | 2020 | 2021 | 2022 |